# Niue Star
El Niue Star és un diari mensual (anteriorment setmanal) de Niue fundat l'11 de juny de 1993. És l'únic diari de Niue. El seu fundador, propietari, editor, periodista i fotògraf és i ha estat sempre Michael Jackson. El diari es distribueix a Niue, a Nova Zelanda i anteriorment a Austràlia, i va tenir una circulació de 800 exemplars l'any 2005, que ha baixat a 200 en el moment del seu 30è aniversari el 2023. És un diari bilingüe, publicat tant en anglès com en niueà. El 2023, aproximadament una quarta part del seu contingut estava escrit en anglès i unes tres quartes parts en niueà.

## Història
El Niue Star va ser fundat amb l'ajuda d'AESOPS, que va proporcionar a Jackson equipament, inclosos un ordinador, una càmera digital i una impremta. L'institució també va oferir a Jackson un curs de periodisme. Aquest últim havia treballat anteriorment com a editor de l'ara desaparegut diari governamental Tohi Tala Niue, però va crear el privat Niue Star per iniciativa pròpia.
El Niue Star es va imprimir originalment a Alofi, fins que la seva oficina principal i la seva impremta van ser destruïdes pel cicló Heta el 2004. Després es va traslladar a Auckland.
Segons el seu editor Michael Jackson el 2008,
| «                  | El Niue Star és el diari de la comunitat. Actualment consta principalment d'informació, esdeveniments dels pobles, de la comunitat, històries familiars d'interès com ara talls de cabell o pírcings. El millor del diari és que totes les nostres famílies a Nova Zelanda i Austràlia valoren el Niue Star per llegir allò que passa a casa i per veure aquestes fotografies en color de l'illa. Així que aquest és el meu mercat. | » |
| — Michael Jackson, | |   |

Jackson també informa sobre notícies polítiques ("Si el govern, ja sabeu, no està fent allò correcte i la gent vol saber-ho, aleshores insistiré a informar-ne") i, a través de l'Star, pretén "connectar els niueans allà on siguin". Una gran majoria dels niueans viuen fora de la mateixa Niue, que, a causa de la contínua emigració, tenia una població de tot just 1000 persones el 2008. La majoria dels expatriats de Niue viuen a Nova Zelanda, on el Niue Star es distribueix dins de la comunitat de Niue, donant-los accés a notícies de l'església i a fotografies i descripcions dels membres de la família que participen en esdeveniments del poble a Niue.
D'un màxim d'uns 1.700 exemplars, la circulació el 2023 havia baixat a només 200, a Niue i a Auckland, i el que havia estat un diari setmanal ara només es publica mensualment. El diari té un lloc web, niuestar.online, però no s'ha actualitzat des del 2018.